# Bodhrán
Bodhrán'en er en irsk tromme oftest med en diameter mellem 14 og 18 tommer og en dybde mellem 3,5 og 8 tommer, men der findes også bodhráin i både større og mindre format. Der er et skind fastsat på den ene side, oftest et gedeskind selvom nogle nyere trommer bliver lavet med syntetisk skind eller skind fra andre dyr som f.eks. fra kænguruer og hjorte. Den anden side er åben så en hånd (typisk den venstre, for højrehåndede) kan blive placeret mod skindet på indersiden af trommen for at kontrollere tonelejet og klangen. Den anslås med en mindre trækølle eller med hånden, og den anvendes i den irske dansemusik med de karakteristiske jigs og reels. De fleste moderne bodhráin bruger mekaniske stemmesystemer der ligner dem der er brugt på trommer i trommesæt.
- Wikimedia Commons har flere filer relateret til Bodhrán